# John Barth
John Simmons Barth (Cambridge, Maryland, 1930. május 27. – 2024. április 2.) amerikai novellista és regényíró, műveit az angol irodalmi diskurzusban a posztmodern és a metafiktív jelzővel illetik.

## Életpályája
John Barth az Amerikai Egyesült Államokban Cambridge-ben (Maryland) született. Levelező tanulmányokat folytatott Elementary Theory and Advanced Orchestration címen, a Juilliard tanintézetben. A Johns Hopkins Egyetemen 1951-ben BA, majd 1952-ben MA diplomát szerzett (disszertációjának címe: The Shirt of Nessus). Professzorként dolgozott több tekintélyes amerikai egyetemen is: Penn State University (1953–1965), State University of New York (1965-1973), Boston University (1972-1973), és Johns Hopkins University (1973-1995). 1995-től visszavonult az egyetemi oktatástól, és mint író tevékenykedett.

## Irodalmi munkássága
Magyarul eddig három könyve jelent meg. Ezek között van két legkorábbi regénye (Az úszó opera; Az út vége), melyeket ő maga is korai művekként említ, és melyekben még kevéssé van jelen a Barth nevével fémjelzett irodalmi stílus.
A Bolyongás az elvarázsolt kastélyban című novellagyűjteményben már megjelenik az a rá jellemző narratív módszer, melyet általában metafikció néven említenek. Főbb ismertetőjegyei: a metanarráció, azaz a szokásos történetet és cselekményt leíró elbeszélés helyett, a narratíva közvetlenül az elbeszélés folyamatára reflektál, maga a történet-írás áll a történet középpontjában. Ezt a folyamatot érzékeltetendő számos eszközzel él, mint például az elbeszélői nézőpont váltogatása, a metanyelvi elemek (ilyen például az általános grammatika, mint nyelvet leíró nyelv) alkalmazása a szövegben, a különböző nyelvi szintek megjelenítése a szójátékoktól kezdődően egészen a szándékoltan jelentésmentes halandzsa-szövegig.
Kritikusai szerint Barth bőbeszédű és egyszersmind semmitmondó. Témáit gyakran meríti az antik görög és a perzsa irodalomból, az archaikus háttér mögött azonban a 20. századi Amerika helyzete rajzolódik ki, egy meglehetősen görbe tükör szatirikus fonákján keresztül. Későbbi, kiforrott műveinek magyar megjelenése egyelőre várat magára.

## Művei
- The Floating Opera (Az úszó opera) (1957)
- The End of the Road ( Az út vége) (1958)
- The Sot-Weed Factor (1960)
- Giles Goat-Boy, or, The Revised New Syllabus (1966)
- Lost in the Funhouse (Bolyongás az elvarázsolt kastélyban) (1968)
- Chimera (1972)
- LETTERS (1979)
- Sabbatical: A Romance (1982)
- The Tidewater Tales (1987)
- The Last Voyage of Somebody the Sailor (1991)
- Once upon a Time: A Floating Opera (1994)
- On with the Story (1996)
- Coming Soon!!!: A Narrative (2001)
- The Book of Ten Nights and a Night: Eleven Stories (2004)
- Where Three Roads Meet (2005)

## Film
- Az út vége (End of the Road, amerikai filmdráma, 1970, rendezte: Aram Avakian Barth azonos című regényéből)

## Magyarul
- Az út vége. Regény; ford. Tellér Gyula, utószó Taxner-Tóth Ernő; Európa, Bp., 1970 (Modern könyvtár)
- Bolyongás az elvarázsolt kastélyban. Széppróza nyomtatásra, magnóra és élőbeszédre; ford., utószó Abádi Nagy Zoltán; Európa, Bp., 1977 (Modern könyvtár)
- Az úszó opera; ford. Kovács Levente; Kalligram, Pozsony, 2005